# Kodachrome (Lied)
Kodachrome ist ein Lied des US-amerikanischen Singer-Songwriters Paul Simon. Es war die Leadsingle seines dritten Studioalbums There Goes Rhymin’ Simon, veröffentlicht bei Columbia Records am 5. Mai 1973.

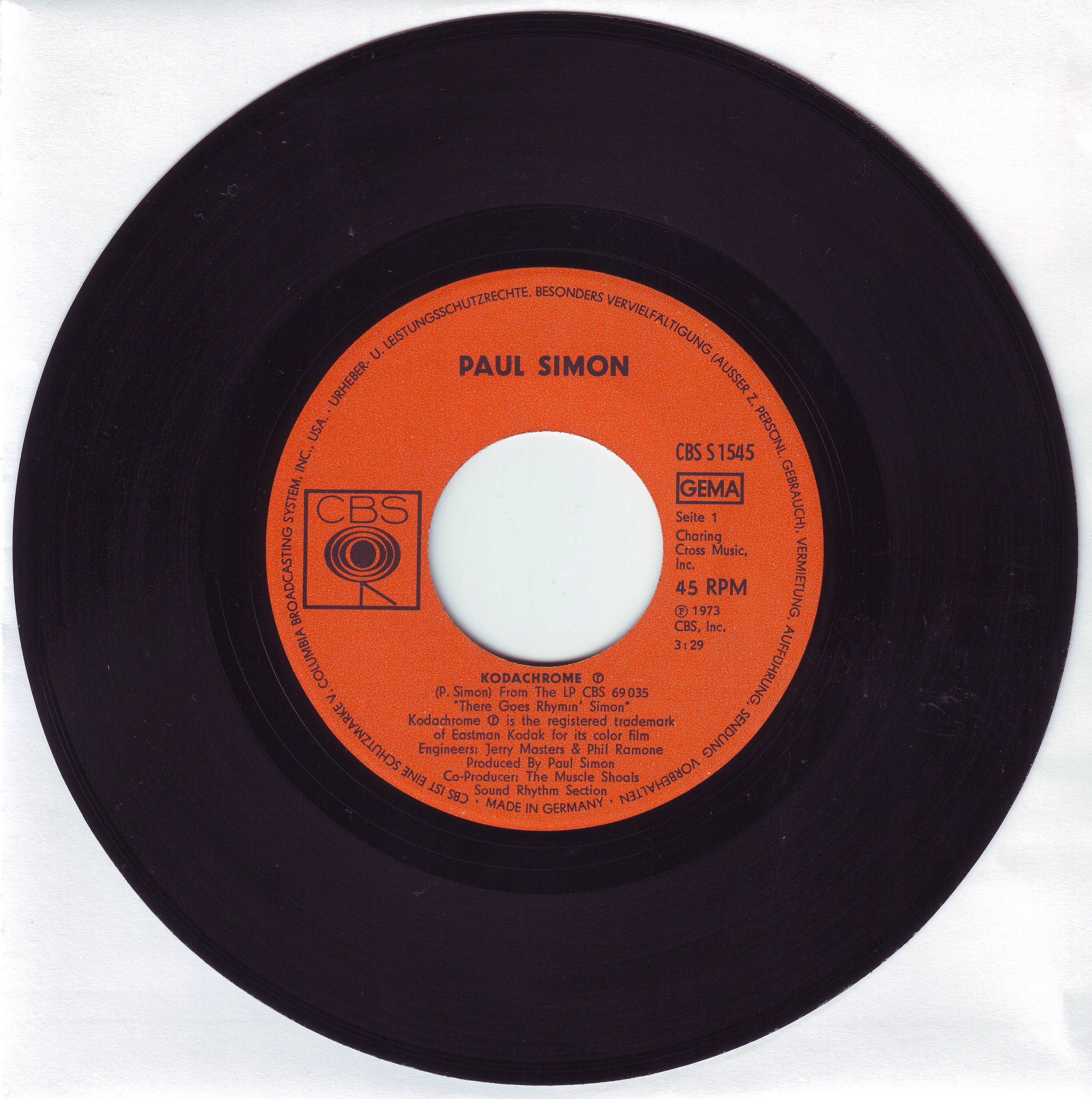
Seite 1 (A) der Single

## Beschreibung
Das Lied wurde nach dem 35-mm-Film Kodachrome von Kodak benannt. Kodak brachte diesen Film 1935 auf den Markt; es ist ein eingetragenes Markenzeichen. Kodak verlangte, weil Kodachrome eine Handelsmarke von ihnen sei, dass das Album das Registered-Trade-Mark-Symbol (®) nach dem Liedtitel ausweist. Die 2012er-Ausgabe Paul Simon Live in New York City, die eine Live-Performance von Kodachrome enthält, weist weder das Symbol noch andere Markenaussagen aus. Kodak hatte die Herstellung des Produktes 2009 eingestellt.

## Idee
Paul Simon arbeitete an einem Song mit dem Titel „Coming Home“, als er auf das Wort „Kodachrome“ stieß. Er hatte keine Ahnung, was das bedeutete, aber er wusste, dass es ein viel interessanteres Lied als „Coming Home“ geben würde. Das Lied wurde zu einer Wertschätzung für die Dinge im Leben, die unsere Welt „bunt machen“. 

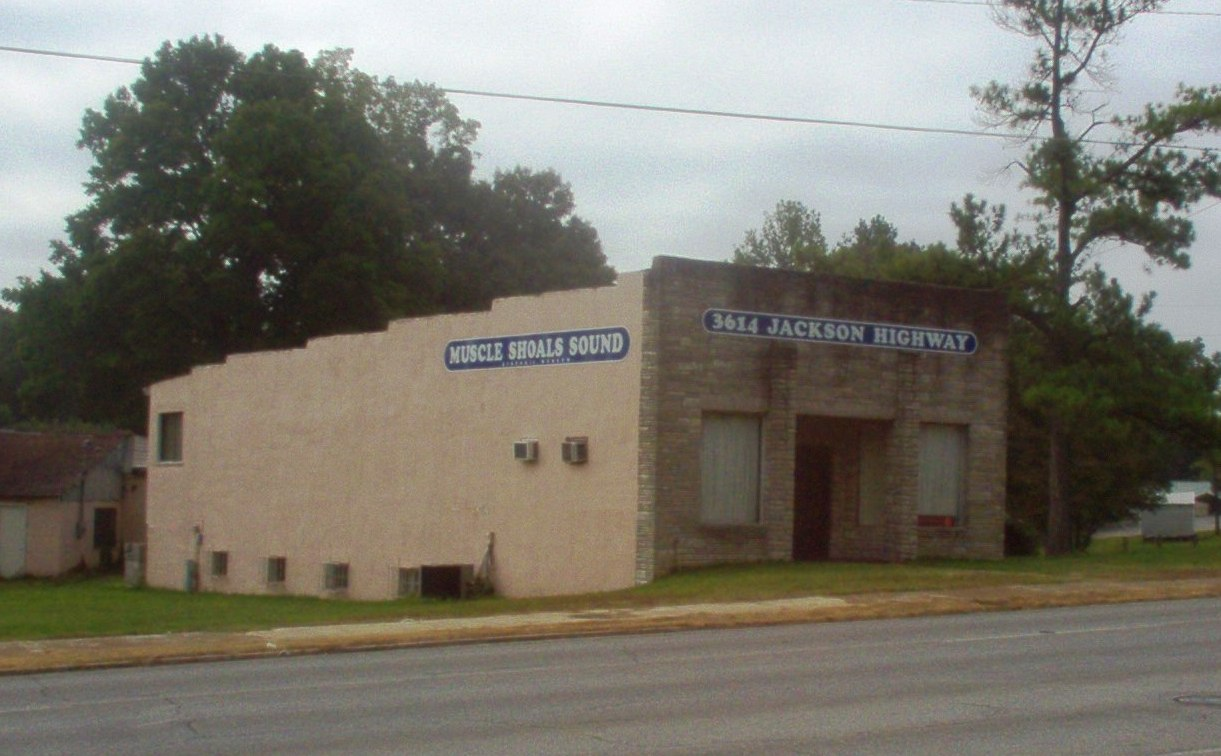
Das Muscle Shoals Sound Studio in Alabama

## Aufnahmestudio
Simon nahm das Album im „Muscle Shoals Sound Studio“ in Alabama mit den bekannten Musikern der „Muscle Shoals Rhythm Section“ auf. Er entschied sich für sie, als er herausfand, dass sie auf I’ll Shake There von den Staple Singers spielten und war überrascht zu hören, dass sie keine jamaikanischen Musiker waren, sondern vier weiße Jungs aus dem Süden. Simon ging zu „Muscle Shoals“, um nur einen Song namens Take Me to the Mardi Gras aufzunehmen, aber als sie das früher als gedacht erledigt hatten, nahm er auch Kodachrome und Loves Me Like a Rock auf. Simon war der erste große Musiker, der in diesen Studios aufnahm; Bob Seger, die Rolling Stones, Bob Dylan und Rod Stewart waren einige der anderen Musikergrößen, die dort in den 70er und 80er Jahren aufnahmen.
David Hood, der Bassist in der „Muscle Shoals Rhythm Section“, erzählte Folgendes: „Als Paul Simon in unser Studio kam, dachte er, Oh Gott, was für ein funky Ort. Denn das war er. Er war es gewohnt, bei A&R und Columbia in New York zu arbeiten, in Studios in England und an anderen Orten, und als er unsere kleine Hütte sah, dachte er wahrscheinlich, Mann, das ist eine Rattenfalle.“

## Kommerzieller Erfolg

### Chartplatzierungen
In einer Rezension im Billboard-Magazin in der Ausgabe vom 12. Mai wurde sein „fröhlich-antisozialer Text“ gelobt. Das Lied debütierte auf Platz 82 in der „Hot 100“ dieser Woche. Vier Wochen später stand es auf Platz 9, eingerahmt von Tie a Yellow Ribbon Round the Ole Oak Tree von Dawn featuring Tony Orlando und Give Me Love (Give Me Peace on Earth) von George Harrison; weitere zwei Wochen später erreichte es seinen Spitzenplatz als Nr. 2 der Billboard Hot 100 ebenso bei der Billboard „Adult Contemporary Chart“. Im Vereinigten Königreich wurde das Lied als B-Seite zu Take Me to the Mardi Gras (CBS 1578) vermarktet.
In England hatte die BBC sehr strenge Regeln bezüglich kommerzieller Vermerke, die es den Sendern nicht erlaubten, Songs zu spielen, die Produkte zu bewerben schienen. Aus diesem Grund wurde das Lied in England kaum im Radio gespielt und wurde kein Hit.
| ChartsChartplatzierungen       | Höchstplatzierung | Wochen |
| ------------------------------ | ----------------- | ------ |
| Vereinigte Staaten (Billboard) | 2 (14 Wo.)        | 14     |

| ChartsJahrescharts (1973)      | Platzierung |
| ------------------------------ | ----------- |
| Vereinigte Staaten (Billboard) | 74          |

### Auszeichnungen für Musikverkäufe
| Land/Region       | Auszeichnungen für Musikverkäufe (Land/Region, Auszeichnung, Verkäufe) | Verkäufe |
| ----------------- | ---------------------------------------------------------------------- | -------- |
| Neuseeland (RMNZ) | Gold                                                                   | 15.000   |
| Insgesamt         | 1× Gold ·                                                              | 15.000   |

Hauptartikel: Paul Simon/Auszeichnungen für Musikverkäufe

## Sonstiges
Laut American-Top-40-Moderator Casey Kasem, würde die British Broadcasting Corporation (BBC) das Lied nicht spielen, da es einen Markennamen enthält. Das Lied wurde auch von der „Federation of (Australian) Radio Broadcaster“ verboten.
In den späten 1990ern nutzte Kodak das Lied in der Werbung, um ihre Filme zu verkaufen.
Die Texte des Liedes weisen Unterschiede in ihrer Formulierung zum Original von 1973 There Goes Rhyming' Simon und den Alben The Concert in Central Park (1982) und Paul Simon's Concert in the Park (1991) auf. Im erstgenannten Album heißt es: „…everything looks worse in black and white“ (…alles sieht schlechter aus in Schwarzweiß). Aber im letztgenannten Konzertalbum jedoch: „…everything looks better in black and white“ (…alles sieht besser aus in Schwarzweiß). Simon sagte in einem Interview, als er danach gefragt wurde, dass er sich meist nicht daran erinnern kann, wie rum er es ursprünglich schrieb, daher wechselt er gerne.
Eine Instrumental-Version wurde im Computer-Spiel Frantic Freddie für die Level 3 und 11 benutzt.

## Musiker
- Paul Simon – Gesang, akustische Gitarre

Folgende Musiker waren Teil der Muscle Shoals Rhythm Section:
- Pete Carr – Akustische Gitarre
- Jimmy Johnson – Elektrische Gitarre
- David Hood – Bassgitarre
- Roger Hawkins – Schlagzeug
- Barry Beckett – Wurlitzer Electric Piano, Piano

## In den Medien
- Das Lied wurde in den Filmen Die Coneheads (1993) und Cops & Robbersons (1994) eingesetzt.
- 2015 coverten Dr. Teeth and the Electric Mayhem das Lied für ein Youtube-Video.